# Artal V d'Alagón
Artal V d'Alagón (? - 1323) va ser un noble valencià d'origen aragonès, 5è Senyor de Sástago.

## Orígens familiars
Fill d'Artal IV d'Alagón i germà de Blasco d'Alagón "el Vell".

## Núpcies i descendents
Es casà amb Toda Pérez d'Urrea, filla de Johan Ximénez d'Urrea i de Teresa d'Entença. D'aquest matrimoni nasqueren:
- Blasco III d'Alagón, casat amb Marquesa Ferrandis d'Híxar, filla de Pero Ferrandis d'Híxar i de Sibil·la d'Anglesola
- Johan Ximenes d'Urrea, casat amb Sibil·la d'Anglesola i després amb Maria Ximenes d'Atrosillo
- Artal d'Alagón
- Teresa d'Alagón, casada amb Alifonso Ferràndes d'Híxar
- Toda d'Alagón
- Pero d'Alagón
- Isabel d'Alagón